# فوتبال در بورکینافاسو
فوتبال پرطرفدارترین ورزش در بورکینافاسو است.